# ملکه همسر
ملکهٔ همسر یا شهبانوی هم‌نشین عنوان زنانی است که عنوان ملکه یا شهبانو یا امپراتریس را صرفاً به عنوان همسر یک شاه یا امپراتور دارند و به‌طور رسمی حکمرانی نمی‌کنند اما در مواردی به عنوان نایب‌السلطنه تعیین شده‌اند. در مقابل، ملکه سلطنتی پادشاه و حکمرانی زن است.
از بانفوذترین ملکه های تاریخ جهان می‌توان آتوسا همسر داریوش بزرگ (شاهنشاه هخامنشی)، تئودورا همسر ژوستینین یکم (امپراتور بیزانس)، الینور آکیتن همسر هنری دوم (شاه انگلستان)، هنریتا ماریای فرانسه همسر چارلز یکم (شاه انگلستان)، مریم الزمانی همسر اکبر شاه (شاه گورکانی هند)،نورجهان همسر جهانگیرشاه (شاه گورکانی هند)، خرم سلطان همسر سلیمان یکم (سلطان عثمانی)،    نوربانو سلطان همسر سلیم دوم (سلطان عثمانی)،کوسم سلطان همسر احمد یکم (سلطان عثمانی)، خیرالنسا بیگم همسر شاه محمد خدابنده (شاه صفوی)، ترکان خاتون همسر ملکشاه یکم (سلطان سلجوقی)، امپراتریس وو همسر گائوزونگ (امپراتور چین) و اگریپینا همسر کلودیوس (امپراتور روم) را نام برد.